# Cerquilho
Cerquilho est une municipalité brésilienne de l'État de São Paulo et la Microrégion de Tatuí.

## Démographie
| Évolution de la population (municipalité) | Évolution de la population (municipalité) | Évolution de la population (municipalité) | Évolution de la population (municipalité) |
| Année                                     | Population                                |                                           | %±                                        |
| ----------------------------------------- | ----------------------------------------- | ----------------------------------------- | ----------------------------------------- |
| 1950                                      | 5 075                                     |                                           | —                                         |
| 1960                                      | 5 995                                     |                                           | 18,1%                                     |
| 1970                                      | 6 960                                     |                                           | 16,1%                                     |
| 1980                                      | 12 341                                    |                                           | 77,3%                                     |
| 1991                                      | 20 048                                    |                                           | 62,5%                                     |
| 2000                                      | 29 508                                    |                                           | 47,2%                                     |
| 2010                                      | 39 617                                    |                                           | 34,3%                                     |
| 2022                                      | 44 695                                    |                                           | 12,8%                                     |
| ,                                         |                                           |                                           |                                           |